# Pier Kloeffe

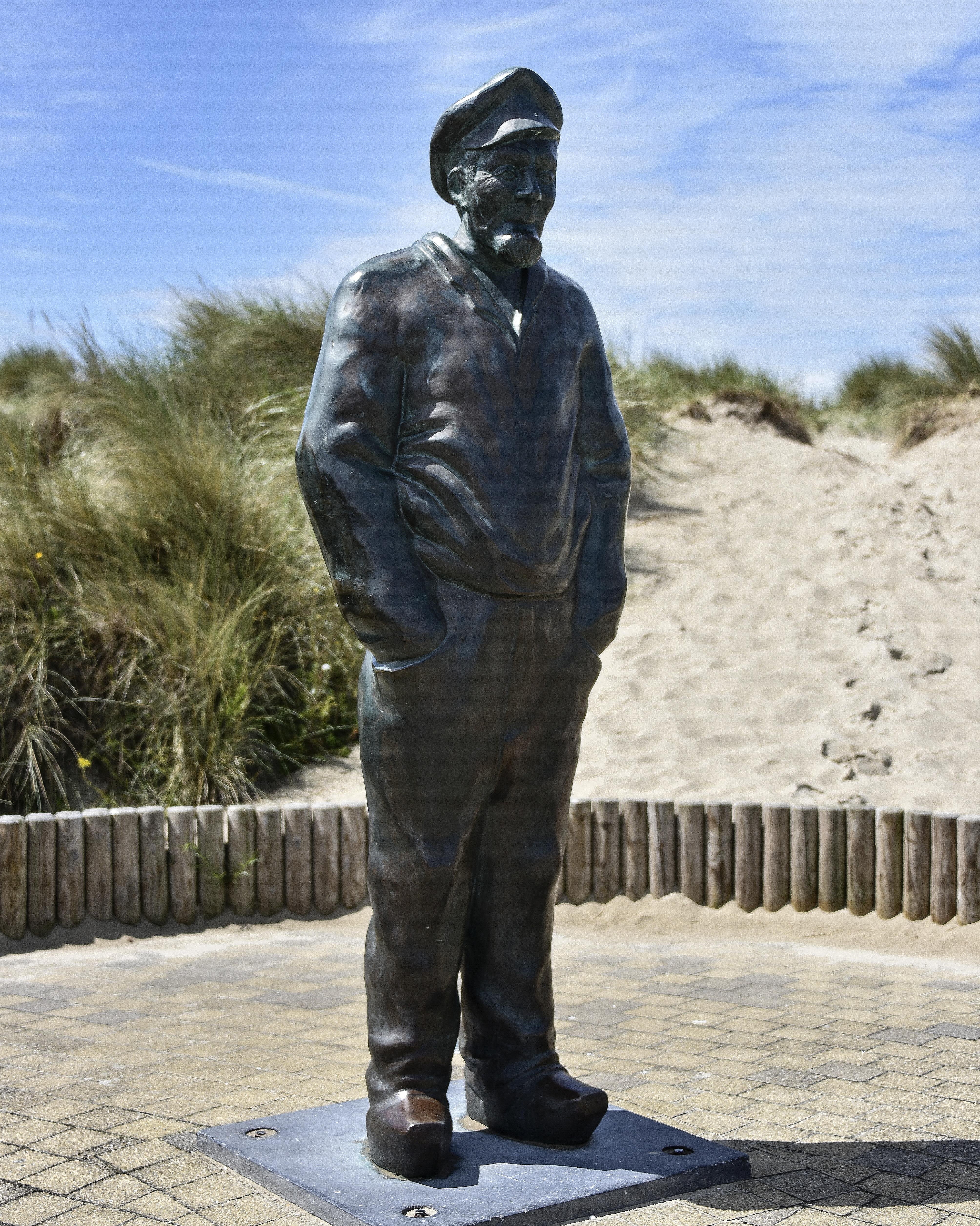
Pier Kloeffe tussen de duinen in De Panne

Pier Kloeffe, geboren als Petrus Decreton, (4 augustus 1853 - 1939) was een visser uit De Panne die met een galette negenmaal op IJslandvaart ging. Zijn bijnaam dankte hij aan de herberg De Kloeffe, uitgebaat door zijn voorouders aan de weg naar Veurne.
Tijdens zijn tochten op zee werd hij vergezeld door zijn vriend en kunstschilder Louis Van den Eynde, die een 30 cm hoog beeldje van hem maakte. Dat liet het gemeentebestuur van De Panne uitvergroten en is te zien in de duinen, niet ver van de Leopold I-esplanade.
Een bier, de Gouden Pier Kloeffe en een jenever zijn naar hem vernoemd.